# Río Inírida
Río Inírida är en flod i Colombia.   Den är belägen i departementet Guainía, i den östra delen av landet, 700 km öster om huvudstaden Bogotá. Río Inírida mynnar ut i floden Rio Guaviare vid Laguna Macaniare.